# Lac de Couyela det Mey
Le lac de Couyela det Mey est un lac pyrénéen français situé administrativement dans la commune de Luz-Saint-Sauveur dans le département français des Hautes-Pyrénées, dans le Lavedan en Occitanie.
Le lac a une superficie de 4,7 ha pour une altitude de 2 273 m il atteint une profondeur de 26 m.

## Toponymie
Couyela signifie « cabane », mey signifie « milieu » donc le lac de  la cabane du milieu.

## Géographie
Le lac de Couyela det Mey est enfoncé au nord-est du vallon du Barrada et se trouve dans le massif du Néouvielle, au sud-est du col de Rabiet qui permet d’accéder à la vallée de Barèges et du refuge Packe à l’est du soum de Marraut (2 709 m) et au sud du pic de la Coume de l'Ours (2 885 m) et à l’ouest du lac de Bugarret  (2 281 m)  et à l’est du lac de Rabiet  (2 191 m).

### Topographie
| Pic de la Coume de l'Ours (2 885 m) | Turon de Néouvielle (3 035 m) |                 |
| Lac de Rabiet                       | lac de Couyela det Mey        | Lac de Bugarret |
|                                     | Laquet du Tourrat             |                 |

### Hydrographie
Le lac est alimenté par les eaux du ruisseau de de Bat Barrada qui proviennent du glacier du lac Tourrat.

### Géologie
Le lac de Couyela det Mey est un lac glaciaire de montagne, dont la formation se passe en trois étapes majeures :
1) À l'Éocène vers −40 Ma se forme la chaîne des Pyrénées à la suite de la remontée vers le nord de la plaque africaine qui entraîne avec elle la plaque ibérique. Cette dernière glisse alors sous la plaque eurasiatique située plus au nord, ce qui entraîne le plissement, le relèvement et le charriage des couches géologiques de la croûte terrestre.
2) À partir du Pliocène puis surtout du Pléistocène, de −5 Ma à −10 000 ans, un refroidissement général du climat entraîne la formation de glaciers et d'une érosion glaciaire (vallées, cirques, moraines, ombilics, etc) dans toute la chaîne des Pyrénées.
3) Depuis l'Holocène, à partir de −10 000 ans, un redoux climatique entraîne la disparition des glaciers et la formation dans leur sillage de nombreux lacs glaciaires qui sont de deux sortes :
- le lac de verrou qui se forme dans un ombilic glaciaire formant un creux naturel et terminé par un verrou glaciaire rocheux.
- le lac de moraine qui se forme derrière une moraine agissant comme un barrage naturel.

## Protection environnementale
Le lac est situé dans le parc national des Pyrénées.
Le lac fait partie d'une zone naturelle protégée, classée ZNIEFF de type 1 : Montagnes de Campbieil et Barrada et vallon du Barrada et de type 2 : Haute vallée du gave de Pau : Vallées de Gèdre et Gavarnie.

## Voies d'accès
Le lac de Couyela det Mey est accessible au départ de la centrale hydroélectrique de Pragnères au bord de la route départementale 921 prendre dans le vallon du Barrada le sentier vers le  cirque du Lis et longer le ruisseau de de Bat Barrada vers la hourquette de Bugarret (2 614 m).
Par le col de Pierrefitte au départ de Luz-Saint-Sauveur.
Par la Hourquette de Bugarret au départ du lac de Cap de Long.